# ويليام موريسون (مخرج)
ويليام موريسون هو مخرج فيديو موسيقي ‏ ومخرج كندي، ولد في 1950 في كندا.

## وصلات خارجية
- الموقع الرسمي